# Monako na Zimowych Igrzyskach Olimpijskich 1998
Monako na Zimowych Igrzyskach Olimpijskich 1998 reprezentowało 4 zawodników. Był to piąty start Monako na zimowych igrzyskach olimpijskich.

## Dyscypliny

### Bobsleje

#### Mężczyźni
- Gilbert Bessi, Jean-François Calmes
  - dwójka - 24. miejsce

- Gilbert Bessi, Jean-François Calmes, Pascal Camia, Albert Grimaldi
  - czwórka - 28. miejsce